# Вульж
Вульж (от старофр. voulge) — длиннодревковое оружие, появившееся в Европе в XIV веке. 

## Конструкция
Конструктивно является промежуточным звеном в эволюции от топора к алебарде. Это подтверждается равнозначностью терминов англ. Halbert и Swiss voulge (англ. swiss — швейцарский), а также характерными конструктивными особенностями вульжа:
- крепление клинка к древку осуществляется через проушины обухов, как у топоров;
- клинок имеет выраженное сужение к острию для эффективного колющего удара;
- с обратной стороны клинка часто имеется крюк.

Основное отличие вульжа от глефы заключается в том, что последняя крепится к древку посредством втулки.
Вульж конструктивно очень близок к бердышу, но для бердыша всегда характерна выраженная выпуклость лезвия со свободным местом между древком и клинком, что позволяет удобно перехватывать бердыш для ближнего боя, оставляя кисть руки защищённой.
Длина клинка вульжа в среднем от 50 до 80 сантиметров, древко от полутора метров и более. Общая длина вульжа составляет ~1,8 — 2,3 метра.

## Название
Существует распространённое заблуждение насчёт правильного произношения названия. Так, часто встречается именование вулж, что в корне неверно. Эта ошибка вызвана неправильным прочтением с английского voulge, тогда как на самом деле это не английское, а старофранцузское слово — фр. voulge. Во французском же языке [l] — всегда мягкий звук, а с учётом того, что в Европе вплоть до новейшего времени французский имел гораздо большее распространение и влияние нежели английский, становится очевидным, что правильно будет употреблять именно французский вариант названия.
Шотландская разновидность этого оружия известна как лохаберский топор.